# Piero Pilati
Pietro Pilati, comunemente chiamato Piero (Bologna, 14 novembre 1903 – Castelfranco Emilia, 13 giugno 1970), è stato un calciatore italiano, di ruolo Mediano.

## Carriera
Disputa 5 gare con il Bologna nel campionato di Prima Divisione 1922-1923.